# Baby (filme de 2024)
Baby é um filme de drama brasileiro de 2025 dirigido por Marcelo Caetano e roteirizado pelo próprio diretor em colaboração com Gabriel Domingues. Estrelado por João Pedro Mariano no personagem-título, o filme acompanha um jovem recém libertado de uma prisão juvenil que se vê obrigado a viver sozinho nas ruas de São Paulo até conhecer Ronaldo (Ricardo Teodoro), o qual se torna um interesse amoroso.
Sua estreia no Festival de Cannes ocorreu em 21 de maio de 2024, tendo sido recebido com muitos aplausos e rendendo aclamação à atuação de Ricardo Teodoro, que recebeu o "Rising Star Award", como melhor ator revelação. Posteriormente, foi selecionado para mais de 50 festivais no mundo. Em outras exibições em festivais de cinema, foi consistentemente elogiado pelo roteiro e atuação dos protagonistas. O filme será distribuído internacionalmente, incluindo os Estados Unidos, pela Dark Star Pictures e Uncork'd Entertainment.
"Baby" foi lançado oficialmente nos cinemas brasileiros em 9 de janeiro de 2025 pela Vitrine Filmes, com distribuição limitada nas salas de cinema.

## Premissa
Após ser liberado de um centro de detenção juvenil, Wellington (João Pedro Mariano) vaga pelas ruas intensas e imprevisíveis de São Paulo em busca de um novo rumo. Em meio a esse cenário urbano repleto de contrastes, ele encontra refúgio inesperado durante uma visita a um cinema pornô, onde seu caminho se cruza com o do enigmático garoto de programa Ronaldo (Ricardo Teodoro). A partir desse encontro, nasce uma relação repleta de tensões e complexidades, onde gestos de proteção se misturam à exploração, e sentimentos de ciúme se entrelaçam com momentos de cumplicidade, revelando os conflitos profundos que ambos enfrentam.

## Elenco
- João Pedro Mariano como Baby[8]
- Ricardo Teodoro como Ronaldo
- Ana Flávia Cavalcanti como Priscila
- Bruna Linzmeyer como Jana
- Marcelo Várzea como Alexandre

## Produção

### Concepção
Marcelo Caetano utiliza o Centro de São Paulo como cenário para denunciar a repressão aos corpos dissidentes, tanto pela ação policial quanto pelo olhar preconceituoso da sociedade. O longa, contudo, vai além da violência, narrando histórias emocionantes que colaboram para a desconstrução de conceitos conservadores, como o da estrutura familiar tradicional. O protagonista, interpretado por João Pedro Mariano, que encarna Wellington, o Baby, descreve o filme de forma multifacetada. Ele explica que, inicialmente, o longa foi percebido como uma paixão, mas depois passou a ser entendido como um processo de libertação para alguém que permaneceu preso por mais de um ano. Além disso, Baby explora intensamente o tema da família, destacando as diversas configurações familiares que surgem ao longo da vida.

### Desenvolvimento
O filme é uma coprodução entre empresas do Brasil, França e dos Países Baixos. Teve suas gravações na cidade de São Paulo.

## Lançamento
Baby iniciou sua trajetória internacional em 2024 com uma série de estreias em festivais de cinema, marcando presença em diversos países e contextos culturais. A jornada teve início na França, onde, em 21 de maio de 2024, é exibido na Semaine de la Critique do Festival de Cannes. Pouco depois, em 29 de junho, o filme retorna à França para o La Rochelle Film Festival. Em sequência, o longa segue para a Polónia, onde é apresentado no New Horizons Film Festival em 21 de julho, e, em seguida, para o Peru, com uma exibição no Festival de Cinema de Lima, em 9 de agosto.
A agenda internacional prosseguiu com uma passagem pela Austrália, que recebeu Baby no Queer Screen do Mardi Gras Film Festival, em 30 de agosto. Em 20 de setembro, o filme é exibido em dois festivais: primeiro no Helsinki International Film Festival, na Finlândia, e depois no Queer Lisboa, em Portugal. Ainda em setembro, a França é novamente palco da exibição de Baby, desta vez no Festival Biarritz Amérique Latine, em 24 de setembro, seguido pela participação no Festival de Cinema de Hamburgo, na Alemanha, em 2 de outubro.
No mês de outubro, o calendário de exibições se mostra especialmente intenso. Em 7 de outubro, o Festival do Rio, no Brasil, apresenta o filme, que logo em seguida chega ao Reino Unido, sendo exibido no BFI, Festival de Cinema de Londres, em 10 de outubro. O dia 12 de outubro é marcado por duas importantes exibições na França: o Macon Effervescence Festival e o Festival “Et Alors!?” em Perpignan. No mesmo dia, Baby cruza o Atlântico e é exibido no NewFest, nos Estados Unidos.
A trajetória de Baby segue na França, onde, em 19 de outubro, o Saint Paul Trois Chateaux International Film Festival o recebe, enquanto o México se junta à programação com o Festival Internacional de Cinema de Morelia, em 22 de outubro. Nesse mesmo dia, o longa é exibido em dois festivais americanos: o Festival Internacional de Cinema de Chicago e o Philadelphia International Film Festival. No dia 24 de outubro, o filme retorna ao Brasil para integrar a programação da Mostra Internacional de Cinema de São Paulo. Em 26 de outubro, Baby é apresentado no Outshine Film Festival, nos Estados Unidos, e, em 2 de novembro, no Hollywood Brazilian Film Festival, também em solo americano.
A turnê prossegue na Europa e na Ásia: em 8 de novembro, o Mezipatra Queer Film Festival, na República Tcheca, abre espaço para o filme; em 9 de novembro, ele é exibido tanto no Thessaloniki International Film Festival, na Grécia, quanto no QCinema International Film Festival, nas Filipinas. Em 12 de novembro, o World Film Festival of Bangkok, na Tailândia, apresenta Baby, e em 24 de novembro, o Paris Chéries Chéris Film Festival, na França, finaliza as exibições de 2024.
Encerrando a campanha de festivais, o filme tem seu lançamento comercial de forma limitada no Brasil em 9 de janeiro de 2025. A experiência internacional se completa com novas exibições: em 13 de janeiro, Baby é apresentado no Tromso Film Festival, na Noruega, e em 30 de janeiro, no Festival de Cinema de Gotemburgo, na Suécia. O filme chega a Taiwan em 14 de fevereiro de 2025, retorna à França em 19 de março e, finalmente, fecha seu circuito internacional com uma exibição na Alemanha, em 20 de março de 2025. Foi adquirido pela Dark Star Pictures e Uncork'd Entertainment para distribuição comercial na América do Norte.

## Recepção

### Crítica
Baby foi amplamente aclamado por especialistas, conquistando críticas positivas tanto na imprensa internacional quanto na nacional. Olivia Popp, para o site Cineuropa, escreveu que a obra de Marcelo Caetano é "um retrato vibrante das múltiplas dimensões — e gerações — dos homens gays em São Paulo: de homens como Baby, de homens como Ronaldo e de homens como Alexandre, o breve amante de Baby (interpretado por Marcelo Várzea), um gay mais velho e abastado que só teve o luxo de se assumir muito mais tarde na vida. O diretor também chama a atenção para o assédio e a violência policial no Brasil por meio de duas interações perigosas envolvendo Baby. Com esses dois elementos combinados, o espectador não sai apenas com uma história, mas com um panorama mais completo das inúmeras vidas e momentos possíveis em São Paulo — ser queer, sentir-se vivo, fugir da polícia, celebrar o seu aniversário com os amigos".
Popp reassaltou a combinação do design sonoro carregado de batidas de Lucas Coelho com uma trilha sonora original, animada e impregnada de pop, assinada por Bruno Prado e Caê Rolfsen, também deixa claro que nem tudo é desolador. São homens vivendo a vida da melhor forma que conhecem, experimentando a interseção de seus caminhos como amigos, amantes e colegas de trabalho pelo tempo que conseguem.
O crítico brasileiro Caio Coletti, escrevendo para o Omelete, avaliou o filme com a nota 4 de 5 possíveis. Coletti disse que o filme "se permite a ambiguidade desse pacto entre os dois, assim como se permite equilibrar, com muito mais parcimônia do que seu antecessor, os momentos de vividez e de tragédia" e concluiu que o resultado é "um filme menos celebração e mais consideração - mas igualmente envolvente, e sem dúvida igualmente necessário".
Do AdoroCinema, Giovanna Ribeiro deu ao filme nota máxima em sua resenha, considerando-o uma "obra-prima". Ribeiro destaca que, embora o filme trate de encontros, os desencontros de Baby são intensos e definidores, forçando o protagonista a aprender a gerenciar sua vida e sentimentos. A escrita de Marcelo Caetano e Gabriel Domingues mantém o foco da trama, que se revela visualmente sincera e com atuações precisas. Mais do que uma obra de relevância LGBTQIAPN+, Baby se apresenta como uma crônica urbana completa, onde, através da aparente simplicidade, o amor é mostrado como uma escolha, e a caótica São Paulo se transforma no cenário ideal para a expressão das múltiplas facetas das relações humanas.

### Prémios e indicações
| Premiação                                                        | Data da cerimônia      | Categoria                                 | Indicação                           | Resultado | Ref.   |
| ---------------------------------------------------------------- | ---------------------- | ----------------------------------------- | ----------------------------------- | --------- | ------ |
| Festival de Cannes                                               | 25 de maio de 2024     | Grande Prêmio da Semaine de la Critique   | Baby                                | Indicado  | [ 26 ] |
| Festival de Cannes                                               | 25 de maio de 2024     | Queer Palm                                | Baby                                | Indicado  | [ 26 ] |
| Festival de Cannes                                               | 25 de maio de 2024     | Melhor Ator Revelação (Rising Star Award) | Ricardo Teodoro                     | Venceu    | [ 26 ] |
| Festival de Cinema de Lima                                       | 17 de agosto de 2024   | Melhor Filme (Prêmio Gio)                 | Baby                                | Venceu    | [ 27 ] |
| Festival de Cinema de Lima                                       | 17 de agosto de 2024   | Melhor Filme (Prêmio do Júri de Ficcção)  | Baby                                | Indicado  | [ 27 ] |
| Festival de Cinema de Lima                                       | 17 de agosto de 2024   | Melhor Atuação                            | Ricardo Teodoro                     | Venceu    | [ 27 ] |
| Festival de Cinema Latino-Americano de Biarritz                  | 27 de setembro de 2024 | Melhor Filme                              | Baby                                | Venceu    | [ 28 ] |
| Festival Internacional de Cinema de San Sebastián                | 28 de setembro de 2024 | Melhor Filme Latino-Americano             | Baby                                | Venceu    | [ 29 ] |
| Festival do Rio                                                  | 13 de outubro de 2024  | Melhor Filme                              | Baby                                | Venceu    | [ 30 ] |
| Festival do Rio                                                  | 13 de outubro de 2024  | Melhor Ator                               | João Pedro Mariano                  | Venceu    | [ 30 ] |
| Festival do Rio                                                  | 13 de outubro de 2024  | Melhor Direção de Arte                    | Thales Junqueira                    | Venceu    | [ 30 ] |
| Festival do Rio                                                  | 13 de outubro de 2024  | Prêmio Felix (categoria especial do júri) | Marcelo Caetano                     | Venceu    | [ 30 ] |
| New York Lesbian, Gay, Bisexual, & Transgender Film Festival     | 22 de outubro de 2024  | Grande Prêmio do Júri                     | Baby                                | Venceu    |        |
| Festival Internacional de Cinema de Chicago                      | 27 de outubro de 2024  | Melhor Filme                              | Baby                                | Indicado  | [ 4 ]  |
| OUTshine Film Festival                                           | 3 de novembro de 2024  | Melhor Filme                              | Baby                                | Venceu    | [ 31 ] |
| QCinema International Film Festival                              | 8 de novembro de 2024  | Melhor Filme LGBT                         | Baby                                | Venceu    |        |
| Image + Nation Festival Cinema LGBT Montreal Film Festival       | 15 de novembro de 2024 | Menção Honrosa do Júri                    | Marcelo Caetano                     | Venceu    |        |
| Bangkok World Film Festival                                      | 17 de novembro de 2024 | Melhor Filme                              | Baby                                | Indicado  | [ 4 ]  |
| Festival Ibero-Americano de Cinema de Huelva                     | 23 de novembro de 2024 | Melhor Filme                              | Baby                                | Indicado  | [ 32 ] |
| Festival Ibero-Americano de Cinema de Huelva                     | 23 de novembro de 2024 | Melhor Performance Coadjuvante            | Ricardo Teodoro                     | Venceu    | [ 32 ] |
| Festival Mix Brasil de Cultura da Diversidade                    | 24 de novembro de 2024 | Melhor Filme                              | Baby                                | Indicado  | [ 33 ] |
| Festival Mix Brasil de Cultura da Diversidade                    | 24 de novembro de 2024 | Melhor Diretor                            | Marcelo Caetano                     | Venceu    | [ 33 ] |
| Festival Mix Brasil de Cultura da Diversidade                    | 24 de novembro de 2024 | Melhor Ator                               | João Pedro Mariano                  | Venceu    | [ 33 ] |
| Florence Queer Festival                                          | 1 de dezembro de 2024  | Melhor Filme                              | Baby                                | Venceu    | [ 34 ] |
| Prêmio Arcanjo de Cultura                                        | 2 de dezembro de 2024  | Cinema                                    | Marcelo Caetano                     | Indicado  | [ 35 ] |
| Fest Aruanda do Audiovisual Brasileiro                           | 4 de dezembro de 2024  | Melhor Filme                              | Baby                                | Indicado  | [ 36 ] |
| Fest Aruanda do Audiovisual Brasileiro                           | 4 de dezembro de 2024  | Melhor Ator                               | João Pedro Mariano                  | Venceu    | [ 36 ] |
| Fest Aruanda do Audiovisual Brasileiro                           | 4 de dezembro de 2024  | Melhor Ator                               | Marcelo Caetano                     | Venceu    | [ 36 ] |
| Fest Aruanda do Audiovisual Brasileiro                           | 4 de dezembro de 2024  | Melhor Roteiro                            | Marcelo Caetano e Gabriel Domingues | Venceu    | [ 36 ] |
| Fest Aruanda do Audiovisual Brasileiro                           | 4 de dezembro de 2024  | Melhor Fotografia                         | Joana Luz e Pedro Sotero            | Venceu    | [ 36 ] |
| Fest Aruanda do Audiovisual Brasileiro                           | 4 de dezembro de 2024  | Melhor Figurino                           | Gabriela Campos                     | Venceu    | [ 36 ] |
| Fest Aruanda do Audiovisual Brasileiro                           | 4 de dezembro de 2024  | Melhor Direção de Arte                    | Thales Junqueira                    | Venceu    | [ 36 ] |
| Fest Aruanda do Audiovisual Brasileiro                           | 4 de dezembro de 2024  | Melhor Som                                | Caê Rolfsen e Bruno Prado           | Venceu    | [ 36 ] |
| Festival Internacional do Novo Cinema Latino-Americano de Havana | 10 de dezembro de 2024 | Prêmio Especial do Júri                   | Marcelo Caetano                     | Venceu    |        |
| Merlinka Festival                                                | 15 de dezembro de 2024 | Melhor Filme                              | Baby                                | Venceu    | [ 37 ] |
| Madrid International LGBT Film Festival                          | 16 de dezembro de 2024 | Melhor Diretor                            | Marcelo Caetano                     | Venceu    | [ 38 ] |
| International Cinephile Society Awards                           | 9 de fevereiro de 2025 | Melhor Ator Coadjuvante                   | Ricardo Teodoro                     | Indicado  | [ 39 ] |
| Prêmio Grande Otelo                                              | 30 de julho de 2025    | Melhor Longa-Metragem de Ficção           | Baby                                | Pendente  | [ 40 ] |
| Prêmio Grande Otelo                                              | 30 de julho de 2025    | Melhor Direção                            | Marcelo Caetano                     | Pendente  | [ 40 ] |
| Prêmio Grande Otelo                                              | 30 de julho de 2025    | Melhor Ator de Longa-Metragem             | João Pedro Mariano                  | Pendente  | [ 40 ] |
| Prêmio Grande Otelo                                              | 30 de julho de 2025    | Melhor Ator Coadjuvante de Longa-Metragem | Ricardo Teodoro                     | Pendente  | [ 40 ] |
| Prêmio Grande Otelo                                              | 30 de julho de 2025    | Melhor Direção de Fotografia              | Joana Luz e Pedro Sotero            | Pendente  | [ 40 ] |
| Prêmio Grande Otelo                                              | 30 de julho de 2025    | Melhor Roteiro Original                   | Marcelo Caetano e Gabriel Domingues | Pendente  | [ 40 ] |
| Prêmio Grande Otelo                                              | 30 de julho de 2025    | Melhor Figurino                           | Gabriela Campos                     | Pendente  | [ 40 ] |
| Prêmio Grande Otelo                                              | 30 de julho de 2025    | Melhor Montagem                           | Fabian Remy                         | Pendente  | [ 40 ] |